# گرین‌بک‌ویل (ویرجینیا)
گرین‌بک‌ویل (به انگلیسی: Greenbackville) یک منطقهٔ مسکونی در ایالات متحده آمریکا است که در ویرجینیا واقع شده‌است. گرین‌بک‌ویل ۱۹۲ نفر جمعیت دارد و ۰٫۹۱ متر بالاتر از سطح دریا واقع شده‌است.